# در سرای تنهایی
در سرای تنهایی نام یک آلبوم موسیقی با آهنگسازی حسین بهروزی‌نیا می‌باشد، در این اثر بهروزی‌نیا نوازنده بربط و بهنام معصومی نوازنده تنبک، بندیر، دهل و کوزه است.
این مجموعه بر خلاف روند ضبط دیگر مجموعه ها بر روی قطعات ضربی از پیش ساخته شده آلبوم تنیده بهنام معصومی به صورت بداهه، خلق، تنظیم و اجرا گردیده است.

## فهرست آهنگ‌ها
| شماره | نام                                       | مدت  |
| ----- | ----------------------------------------- | ---- |
| ۱.    | «In the Realm of Solitode (سرای تنهایی)»  | ۵:۴۹ |
| ۲.    | «Sanctuary (خلوت)»                        | ۳:۳۵ |
| ۳.    | «The Barriers of Secrecy (پرچین راز)»     | ۳:۰۹ |
| ۴.    | «Mirror (آیینه)»                          | ۱:۴۰ |
| ۵.    | «And A Message Enroute (و پیامی در راه)»  | ۴:۰۴ |
| ۶.    | «Unspoken (ناگفته‌ها)»                     | ۴:۰۵ |
| ۷.    | «Melodic Tune (نغمه)»                     | ۲:۰۴ |
| ۸.    | «In A Moment (لحظه دگر)»                  | ۴:۴۳ |
| ۹.    | «The Verses of Loneliness (مثنوی تنهایی)» | ۶:۱۱ |
| ۱۰.   | «Here Comes the Light (و اینک نور)»       | ۴:۵۱ |